# Litoria dorsivena
Litoria dorsivena är en groddjursart som först beskrevs av Tyler 1968.  Litoria dorsivena ingår i släktet Litoria och familjen lövgrodor. IUCN kategoriserar arten globalt som otillräckligt studerad. Inga underarter finns listade i Catalogue of Life.